# Tereza Císařová
Tereza Císařová (rozená Terberová , * 1994, Český Krumlov) je česká divadelní herečka, členka souboru Divadla na Vinohradech.

## Kariéra
V roce 2017 ukončila úspěšně studium na pražské DAMU. Jako studentka účinkovala ve studentském divadle DISK. Jejího hereckého nadání si všiml i ředitel Vinohradského divadla Tomaš Töpfer a nabídl jí angažmá v Divadle na Vinohradech. Od roku 2017 dosud je v angažmá divadla a hraje v několika divadelních rolích. Mezi její záliby patří vytrvalostní závodní jízda na koních. V některých divadelních rolích v divadle na Vinohradech se alternuje s Janou Kotrbatou, Markétou Děrgelovou nebo Michaelou Tomešovou.

## Divadelní role

### Divadlo na Vinohradech

#### Velká scéna
- 2016 Gabriela Preissová: Její pastorkyňa, režie: Martin Františák, premiéra: 16. září 2016, role: Jenůfa
- 2016 Maxim Gorkij: Sluníčkáři (Děti slunce), režie: Juraj Deák, premiéra: 16. prosince 2016, role: Luša
- 2017 Molière: Škola žen, režie: Juraj Deák, premiéra: 21. dubna 2017, role: Anežka
- 2017 James Goldman: Lev v zimě, režie: Jan Burian, premiéra: 21. října 2017, role: Alice, francouzská princezna
- 2017 Arthur Miller: Čarodějky ze Salemu, režie: Juraj Deák, premiéra: 20. prosince 2017, role: Mary Warenová
- 2018 Jan Vedral podle Vladimíra Neffa: Sňatky z rozumu, režie: Radovan Lipus, světová premiéra: 23. března 2018, role: Bětuše Váchová
- 2018 Josef Topol: Konec masopustu, režie: Martin Františák, premiéra: 19. října 2018, role: Maškara
- 2019 Ingmar Bergman – Jan Vedral: Fanny a Alexandr, režie: Pavel Khek, česká premiéra: 8. března 2019, role: Fanny, 8 let
- 2019 William Shakespeare: Jak se vám líbí, režie: Juraj Deák, premiéra: 13. prosince 2019, role: Celie
- 2020 Jan Vedral podle Olgy Scheinpflugové: Český román, režie: Radovan Lipus, světová premiéra: 11. září 2020, role: Olga – Mimi
- 2020 Milan Uhde – Miloš Štědroň: Balada pro banditu, režie: Juraj Deák, premiéra: 2. října 2020, role: Eržika
- 2025 Alena Mornštajnová – Jiří Janků: Hana, režie: Petr Svojtka, premiéra: 4. dubna 2025, velká scéna

#### Studiová scéna
- 2018 Magdalena Frydrych Gregorová: Ulity, režie: Alžběta Burianová, premiéra: 16. května 2018, role: Radka
- 2018 Viliam Klimáček: Hrobníkova dcera (Zjevení), režie: Šimon Dominik, česká premiéra: 6. prosince 2018, role: Dcera, studentka
- 2019 Barbora Hančilová: Za dveřmi, režie: Barbora Mašková, česká premiéra: 31. května 2019, role: Bětka

### Divadlo DISK(katedra činoherního divadla)
- Podzimní hra, režie: Tomáš Pavelka (prosinec 2016 - červen 2017)
- Kamarádi, režie: Kristýna Kosová, Adam Svozil (listopad 2016 - květen 2017)
- Dobrý člověk ze Sečuanu, režie: Petr Kracík (březen 2016 - červen 2017)
- Opilí, režie: Alžběta Burianová (listopad 2015 - červen 2016)

### Divadlo Tygr v tísni
- Morčata, režie: Ivo Kristián Kubák (prosinec 2016 - listopad 2019)

### Divadlo Spektákl
- MIX@ŠEJKSPÍR, režie: Ondřej Pavelka (jenom v roce 2015)
- Chaplinovy děti, režie: Jan Holec (červen 2015 - leden 2019)
- Maryšo! Evo! Dom!, režie: Jan Holec (leden 2015 - březen 2020)

## Rozhlas a televize

### Divadelní záznam
- 2018 - Její pastorkyňa, režie: Martin Františák, Jan Brichcín

### Filmy
- 2012 - Královská aféra, režie: Nikolaj Acel
- 2018 - Ale aj sa teším (studentský film), režie: Martin Repka ml.
- 2019 - Vinohradská sto desátá (dokument o Divadle na Vinohradech), režie: Roman Prorok

### Rozhlas
- 2020 – Alois Jirásek: Lucerna (Hanička)[2]